# Мирослав Тодоровић
Мирослав Тодоровић (Трешњевица код Ариља, 29. децембра 1946) српски је песник, критичар и прозни писац.

## Биографија
Основну школу завршио је у Трешњевици, а средњу техничку у Чачку. Радио је претежно у грађевинским фирмама на градилиштима у земљи и иностранству.
У бројним листовима и часописима објавио је мноштво књижевних критика, прозних текстова, интервјуа, уводника, поговора и записа.
Превођен је на више језика и заступљен је у домаћим и страним антологијама, часописима и интернет издањима.
О Тодоровићу су позитивно писали, као уредници, критичари, антологичари: Мирослав Лукић, Срба Игњатовић, Миодраг Мркић и др. Тодоровић је уврштен у коначно издање српске поезије 20. века Несебичан музеј (Мирослав Лукић).
Живи у Нишу и Трешњевици (повремено и привремено).
Члан је Редакција часописа: Унус Мундус, Исток, Бдење.
Члан је Удружења књижевника Србије, Друштва књижевника и књижевних преводилаца Ниша, УСКОР-а, и Српске духовне академије, Словенске академије књижевности и уметности.

## Награде
- Награда Дрво живота,
- Награда Мирко Петковић
- Награда Милан Ракић,
- Награда Раваничанин
- Награда Раде Томић
- Награда Војислав Илић Млађи
- Награда Бранко Манас
- Велика повеља српске духовне академије
- Хаџи Драган
- Песничка хрисовуља
- Шумадијске метафоре, Златна струна
- Арка (Међународна књижевна награда)
- Паунова награда
- Интернационална награда Наџи Наман, 2022. ( Либан)

## Дела

### Књиге поезије
- Спис ведрине (Градина, Ниш, 1978),
- Испис таме (Просвета, Ниш, 1990),
- Летеће бараке, теренци и њи`ове душе (Просвета, Ниш, 1990),
- Судњи час (Крајински књижевни круг, Нота, Књажевац, 1990),
- Теренска свеска (БИГЗ, 1993),
- Испис таме 2 (Апостроф, Београд, 1994),
- Сванућа (Деметра, Књажевац, 1994),
- Црно у боји (Српска књижевна задруга, Београд, 1994),
- Потоња верзија (Просвета, Ниш, 1997),
- Свети мученици (Просвета, Београд, 1998),
- Тамно и дубоко (Апостроф, Београд, 2002),
- Земаљско и небеско (МБ графика, Ниш, 2004),
- После свега (Свен, Ниш, 2005),
- Спрам расутих звезда (НКЦ, Unus mundus 19-20-21-22 / 2006), и, (СВЕН, Ниш, 2007).
- Песме путовања (Књижевниклуб „БранкоМиљковић“, Књажевац, 2009),
- Ветар понад гора (Unus mundus, 2010; pdf, дигитално издање, Заветине, Београд 2011; Свен, Ниш, 2011),
- Станиште поезије / The Habitat of Poetry, двојезично, на српском и енглеском (Смедеревска песничка јесен, Смедерево, 2011. pdf, Заветине, 2011),
- Божја визура (Заветине, pdf 2012),
- Светиња (СКЦ Ниш, 2013);
- Шум и лахор (Unus mundus, 45/2013; Ауторско издање, 2013),
- Хладно сјаје звезде и судбине (Unusmundus, 49-50, 2015),
- Божја визура (Шумадијске метафоре, Младеновац, 2015),
- Грчка свеска (Прометеј, НовиСад, 2015),
- Лепет крила (Уметничка академија Исток, Књажеваца, 2018),
- по-нАД рукОписа (Ревнитељ, Ниш, 2019)
- Темно и длабоко (Арка и Матица македонска Скопље, 2019)
- Грчка свеска, 2 / ΕΛΛΑΔΑ ΤΕΤΡΑΔΙΟ Β΄, двојезично: српски и грчки језик,(Галаксијанис, 2020),
- Тамно и дубоко (Арка, 2020),
- Дах и Прах, (Галаксијанис, Ниш, 2022)

### Књиге критика и прозе
- У сенци Дамокловог мача (Учитељски факултет Врање, 2009).
- Ширење светлости (Unus mundus, 44/2013).
- Листови на ветру, књига дневничких записа (Unus mundus, 49-50, 2015).
- Добрило Ненадић, неопозиво, књига разговора (Unus mundus, 47 /2014; Народна Библиотека Ариље, 2020.
- Малина и други јади, књига (п)огледа (Свен, Ниш, 2016).
- пОгледи из Трешњевице, НКЦ, 2020.
- Сандук пун таме, Народна библиотека "Стеван Сремац" Ниш, 2023.

## Критика
О Тодоровићевој поезији есејиста Миодраг Мркић је објавио књиге огледа:
Љупка језа пролазности пред вратима визије, 2006; У мрежи Потоње верзије, 2008; Три огледа о поезији Мирослава Тодоровића, 2009; Огледи о поезији Мирослава Тодоровића, 2011.
Душан Стојковић је приредио књиге:
И тамно и дубоко (Књижевна критика о поезији Мирослава Тодоровића), Нишки култ. центар 2010.
Рукопис живота (Егзистенцијална и есенцијална поезија Мирослава Тодоровића) Народна библиотека „Стеван Сремац“, Ниш, 2016.
Одабране књиге критика:
1. Мирољуб Стојановић: Одзиви, Наша реч, Лесковац, 1990.
2. Иванка Косанић: Пред магијом књиге, СКЦ Ниш, 2002.
3. Мирослав Лукић: Духови, 1, есеји, Дела 7-8-9; 2002. Метафизика у белом оделу, Коначно издање пдф 2006.
4. Жарко Ђуровић: Грлом у сновиђе, ЦАНУ, Подгорица, 2007.
5. Радомир Мићуновић, у: Унус мундус, 2007.
6. Жарко Ђуровић: Вриједности и мјере, 2010..
7. Душан Стојковић: И тамно и дубоко
(Књижевна критика о поезији Мирослава Тодоровића), Нишки култ. цент. 2010.
Дигитално издање, Заветине, Београд, 2010.
8. Милутин Пашић: Добар песник не умире, 2010.
9. Срба Игњатовић: Лирски осмоглас, 2012.
10. Иванка Косанић: Трагом књижевног лука, 2011.
11. Радомир Мићуновић: Унус мундус, 2011.
12. Душан Стојковић: Унус мундус, 2012.
13. Ранко Павловић: Унус мундус, 2012.
14. Миодраг Мркић: Кратки огледи, 2013.
15. Миленко Д. Јовановић: Критички есеји, 2014.
16. Мићо Цвијетић: Мала приношења, 2016.
17. Милица Миленковић: Критичка тумачења, 2016.
18. Иванка Косанић: Додир душе писца и читаоца , 2019.
19. Маја Белегишанин, Светло препознавање, 2020.
20. Мићо Цвијетић: Племенити калемци, 2020.
21. Милијан Деспотовић: Искуственик тумачења, 2021.
22. Миодраг Мркић: Краћи огледи, 7. 2021.
23. Милијан Деспотовић: Домашаји читалачких чула, 2021. 24. Стојан Богдановић: Грозница, 2021.
25. Милуника Митровић: Дарови сусретања, 2022.
26. Деспотовић, Милијан, Језички израз душе, 2022.
Заступљен је у неколико енциклопедијских књига:
- Милутин Пашић: Преглед књижевности ужичког краја, (Кадињача, Ужице, 1996),
- Бободе Митровић: Трешњевица кроз векове (Арт плус, 2003, Чачак)
- Милисав Савић: Ко је ко, писци из Југославије, Ошишани јеж, 1994.
- Енциклопедија Ниша, култура, Центар за научна истраживања САНУ и Универзитета у Нишу, Ниш, (2011). стр. 457.
- Драган Шапоњић: Године успона и пада и још понешто (Монографија Ариља), 2021.